# Gouvernement von Pillersdorf
Empire d'Autriche
Ministère de Ficquelmont Ministère von Doblhoff-Dier
Le ministère Franz von Pillersdorf est un ministère de l'empire d'Autriche conduit par Franz von Pillersdorf du 19 mai 1948 au 8 juillet 1848.

## Histoire
- Franz von Pillersdorf (1786-1862), Premier ministre et ministre de l'Intérieur
- Johann von Wessenberg (1773-1858), ministre des Affaires étrangères
- Théodore Baillet de Latour (1780-1848), ministre de la Guerre
- Philipp von Krauß (1792-1861), ministre des Finances
- Andreas von Baumgartner (1793-1865), ministre des Travaux publics et des Mines
- Anton von Doblhoff-Dier (1800-1872), ministre du Commerce
- Franz Seraph von Sommaruga (1780-1860), ministre de la Culture
- Ludwig Graf Taaffe, ministre de la Justice